# 奇異旅程之真心愛生命
《奇異旅程之真心愛生命》（英語：[What a Wonderful World] 错误：{{Lang}}：文本有斜体标记（帮助））是一部1996年上映的香港文艺剧情片。刘德华、鍾鎮濤和李绮虹主演。

## 剧情
辛宗華（劉德華）乃一名記者，為追訪新聞以致廢寢忘餐，然而當他知道自己患上絕症後，卻拒絕停下來，只盼能在追訪大新聞中最燦爛一刻死去。此時，新加坡發生了一宗銀行職員非法炒賣股票弄致銀行損失近百億之案件，公司委派華赴新採訪。
透過小妓女查綺虹的幫助下，華遇上逃亡中的疑犯信（鐘鎮濤），還被信協持作人質逃亡。最初，華以為信乃深謀遠慮的奸徒，但相處下卻發覺他是一名童心未泯的大男孩，一生只是漫無目的的追尋金錢，鮮有享受人生。二人在東南亞的熱帶雨林中互訴心事，成為好友，更發覺大家原來只顧追求名與利，忽略了人生很多東西。
當信決定自首時，卻被警方誤殺，華失去好友頓感失落，決定為信完成他的遺願——带信的妓女女友查绮虹去看一次日出。

## 角色
| 演員   | 角色         |
| 刘德华 | 辛宗華，记者 |
| 鍾鎮濤 | 信，逃犯     |
| 李绮虹 | 查綺虹，妓女 |
| 方保羅 |              |
| 鄭則仕 |              |
| 李南星 |              |
| 阮兆祥 |              |